# Partit Unionista Popular de l'Ulster
Partit Unionista Popular de l'Ulster (anglès Ulster Popular Unionist Party) fou un partit polític d'Irlanda del Nord, d'ideologia unionista, fundat per James Kilfedder el 1980 i dissolt a la seva mort el 1995. Kilfedder havia estat diputat pel Partit Unionista de l'Ulster i abans unionista independent per la circunscipció de South Down. El 1981 disposava de 3 escons al consell de North Down i 2 al d'Ards. Un d'ells era George Green, membre de Vanguard. A les eleccions generals d'Irlanda del Nord de 1982 va obtenir un escó per a Kilfedder per North Down, i un escó a les eleccions al Parlament del Regne Unit de 1983, però no assolí eurodiputat a les eleccions europees de 1984, on va obtenir el 2,9%. A les eleccions locals de 1985 es queda només amb tres consellers, però a les del Parlament Britànic de 1987 manté escó a Westminster. George Green marxà al Partit Conservador el 1989. A la mort de Kildefer el partit es va dissoldre i els seus membres ingressaren al Partit Democràtic Unionista o al Partit Unionista del Regne Unit.